# Дежурные конюшни
Дежу́рные коню́шни — историческое здание в Пушкине. Построено в 1822—1823 гг. Объект культурного наследия федерального значения. Расположено на Садовой улице, дом 8. В настоящее время занято постоянной выставкой «Придворный экипаж в Царском Селе».

## История
В музее собраны почти все виды конструкций экипажа, существовавших в России и Европе с XIV по XX век. На выставке представлены двадцать четыре старинных императорских экипажа. Большая ее часть – это парадные кареты, принимавшие участие в торжественных церемониях русского Двора. 
Придворный экипаж выполнен в стиле классицизма, что подтверждают: величественная простота, торжественность, гармония линий и объемов.
  Сообразно своему предназначению здание в плане имеет подковообразную форму. 
  У этого здания есть своя легенда! Говорят, что по ночам около придворного экипажа можно услышать ржание лошадей.
Проект Собственных императорских конюшен был составлен архитектором В. П. Стасовым в январе 1822 года. Строительством по проекту Стасова руководил архитектор конюшенного ведомства С. Л. Шустов (долгое время, пока не была найдена пояснительная записка Стасова, Шустов считался автором строения). Тот несколько изменил проект, увеличив здание в длину и высоту, разместив в торцах здания антресольный этаж для помещения квартир служащих. Здание было завершено и передано дворцовому ведомству в апреле 1827 года.
В 1939 году конюшни были переданы под автобусный гараж. Они пострадали от артобстрелов во время Великой Отечественной войны, но были восстановлены. С 1990 года и до настоящего времени в здании Дворцовых конюшен помещается музей придворных экипажей (выставка «Придворный экипаж в Царском Селе» музея-заповедника «Царское Село»).

## Архитектура
Конюшни находятся в глубине квартала, за Кавалерскими домами, и, по замыслу архитектора, объединяют его дома в единый ансамбль. Здание имеет полуциркульную форму. Стены здания и дверные проёмы расширяются книзу, что придаёт зданию монументальность. Крыша двускатная, на торцах завершается треугольными фронтонами. Фасады декорированы крупным рустом на 2/3 высоты. Выше расположены редкие полукруглые окна. Стены оканчиваются дорическим фризом из триглифов и метоп (часть метоп заменена окнами для освещения антресольного этажа) и выносным карнизом с модульонами. До Великой Отечественной войны фриз украшали лепные конские головы с венками, позже утраченные.